# Gemarkung Freihaslach Nordwest
Die Gemarkung Freihaslach Nordwest liegt vollständig auf dem Gemeindegebiet von Geiselwind im Landkreis Kitzingen (Unterfranken, Bayern).
Die Gemarkung mit der Nummer 1256 hat eine Fläche von 0,989 km² und ist in 74 Flurstücke aufgeteilt, die eine durchschnittliche Fläche von 13363,00 m² haben. In ihr liegt der Gemeindeteil Sixtenberg. Benachbarte Gemarkungen sind Burghöchstadt und Freihaslach im Süden und Wasserberndorf im Norden.